# Usher L. Burdick
Usher Lloyd Burdick, född 21 februari 1879 i Owatonna, Minnesota, död 19 augusti 1960 i Washington, D.C., var en amerikansk jurist, politiker och författare.
Burdick var advokat i Munich, North Dakota och innehade 1907–1932 som politisk vilde ledande poster inom hemstatens kongress och högre förvaltning. 1935–1945 var han ledamot av unionskongressen. Burdick, som i sin barndom kom i nära kontakt med de sista resterna av Nordamerikas fria indianer, särskilt siouxstammarna i Minnesota, North Dakota och South Dakota, var en framstående kännare av deras historia. Han utgav bland annat The last battle of the Sioux nation (1929), Tragedy in the great Sioux camp (1936) och Tales from Buffalo land (1939-1940).